# 제주제일중학교 축구부
제주제일중학교 축구부는 제주특별자치도 제주시에 위치한 제주제일중학교의 축구부이다.

## 역사
제25회 탐라기 전국중학교축구대회 준우승
2024년제천의병추계중등(U14)유스컵축구대회 우승

## 선수단
참고: FIFA 자격 규정에 따라 소속된 국가대표팀 국기를 표시합니다. 선수는 복수의 FIFA 비회원국 국적을 가지고 있을 수 있습니다.
| 번호 | 포지션 | 국적 | 이름                    |
| ---- | ------ | ---- | ----------------------- |
| 13   | GK     |      | 유현우 (3학년)          |
| 5    | CB     |      | 양민준 (3학년)          |
| 20   | RCB    |      | 이원준 (3학년)          |
| 4    | LCB    |      | 양지호 (주장) (3학년)   |
| 11   | RB     |      | 김준영 (3학년)          |
| 6    | LB     |      | 김민서 (3학년)          |
| 12   | LB     |      | 이준성 (3학년)          |
| 7    | MF     |      | 김민건 (부주장) (3학년) |
| 18   | MF     |      | 전승우 (3학년)          |
| 8    | LW     |      | 양우준 (3학년)          |
| 10   | ST     |      | 부준혁 (3학년)          |

## 같이 보기
- 제주제일중학교